# Guitarra com arco

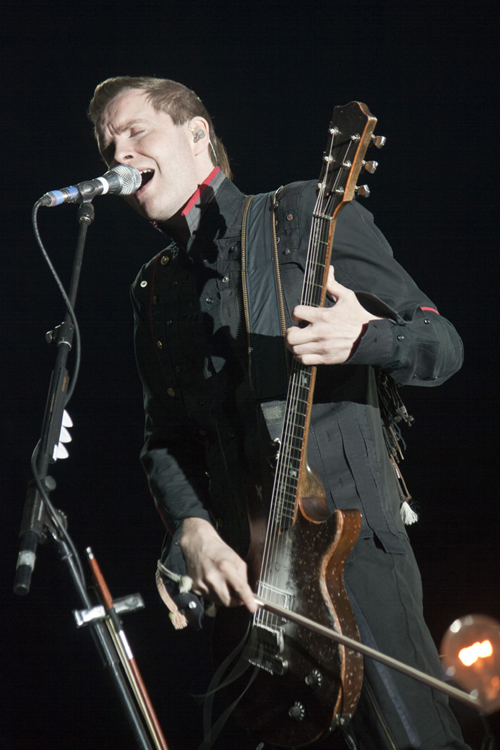
Jónsi, guitarrista do Sigur Rós, tocando uma guitarra com arco no DCode Fest in Madrid, em 2012.

Guitarra com arco, ou ainda Guitarra com arco de violino, é um método de tocar guitarra, acústica ou elétrica, no qual o guitarrista usa um arco, em vez da paleta, para vibrar as cordas dos instrumentos, como se estivesse tocando um violino ou uma viola da gamba. Ao contrário desses instrumentos, que são tradicionalmente curvados, a guitarra geralmente tem um raio de ponte relativamente plano e cordas posicionadas próximas, tornando difícil fazer o arco tocar notas individuais nas cordas do meio.
O guitarrista Eddie Phillips, da banda The Creation, foi o pioneiro no uso desta técnica. Embora Phillips tenha sido o primeiro a utilizá-la, Jimmy Page, do Led Zeppelin, mais tarde popularizou a técnica para um público mais amplo, levando muitos a acreditar erroneamente que Page, e não Phillips, havia sido o criador deste estilo de tocar guitarra.